# Sao Shwe Thaik
Sao Shwe Thaik (Yawnghwe, 1894 – Yangon, 21 novembre 1962) è stato un politico birmano, Presidente della Birmania dal 1948 al 1952.